# بازنده (فیلم ۲۰۰۰)
بازنده (به انگلیسی: Loser) فیلمی محصول سال ۲۰۰۰ و به کارگردانی ایمی هکرلینگ است. در این فیلم بازیگرانی همچون جیسن بیگز، مینا سوواری، گرگ کینر، زاک اورث، توماس سادوسکی، جیمی سیمپسون، دن اکروید، توینک کاپلان، آندره‌آ مارتین، مریدیت اسکات لین، استوارت کورنفلد، تیلور نگرون، استیون رایت، اندی دیک، کالین کمپ، دیوید اسپید، الن کامینگ و برایان بکر ایفای نقش کرده‌اند.